# Urinsekter
Urinsekter (Entognatha) är en klass inom leddjuren som är systergrupp till de egentliga insekterna (Insecta). De är små vinglösa djur som skiljer sig från de egentliga insekterna genom att ha munnens käkar i en hålighet på huvudet. De saknar även fasettögon.

## Systematik
Systematiken är dåligt känd. En del molekylära studier indikerar att hoppstjärtarna kan vara närmare släkt med kräftdjuren än med insekterna.

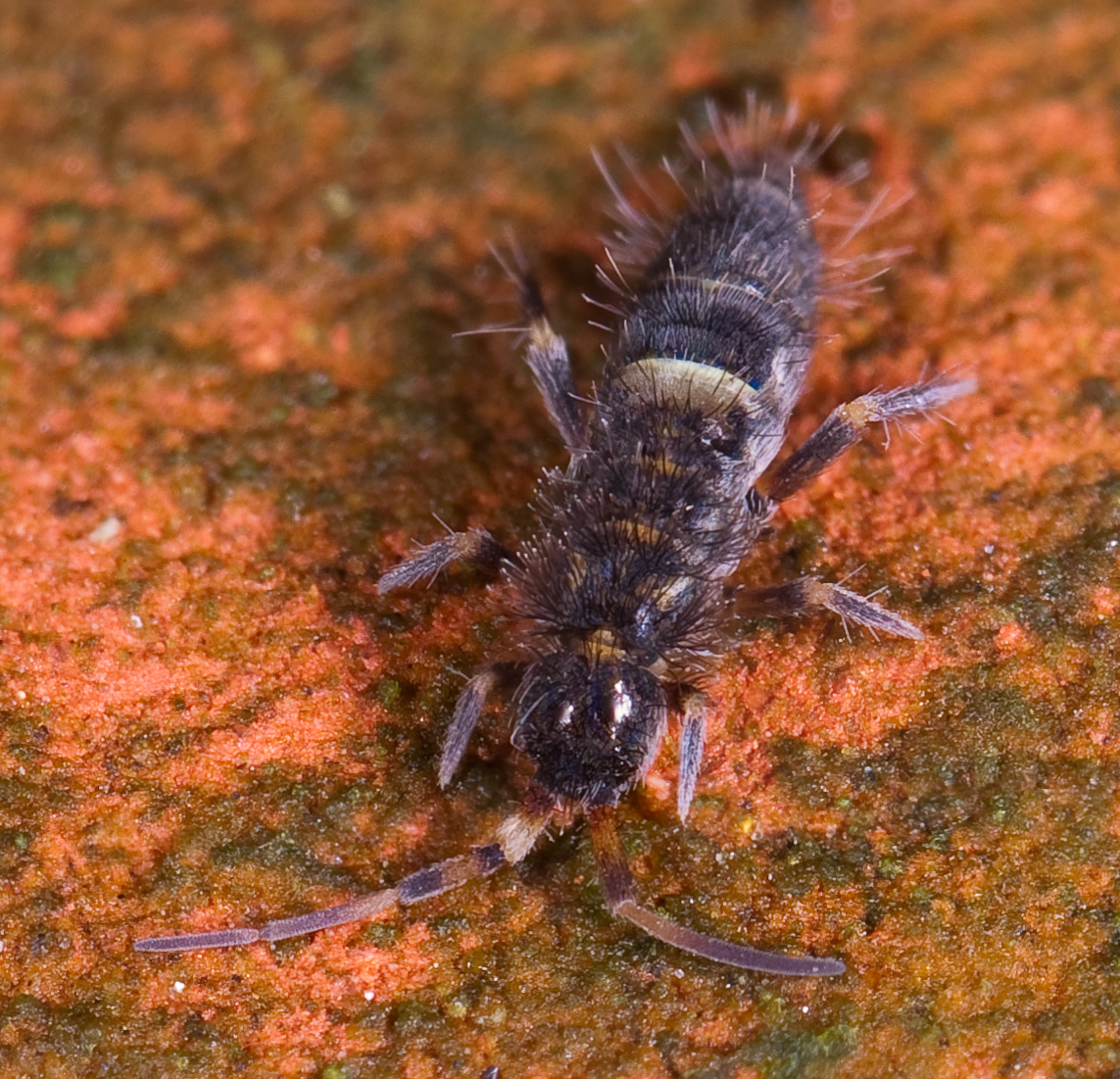
Hoppstjärt av arten Orchesella cincta

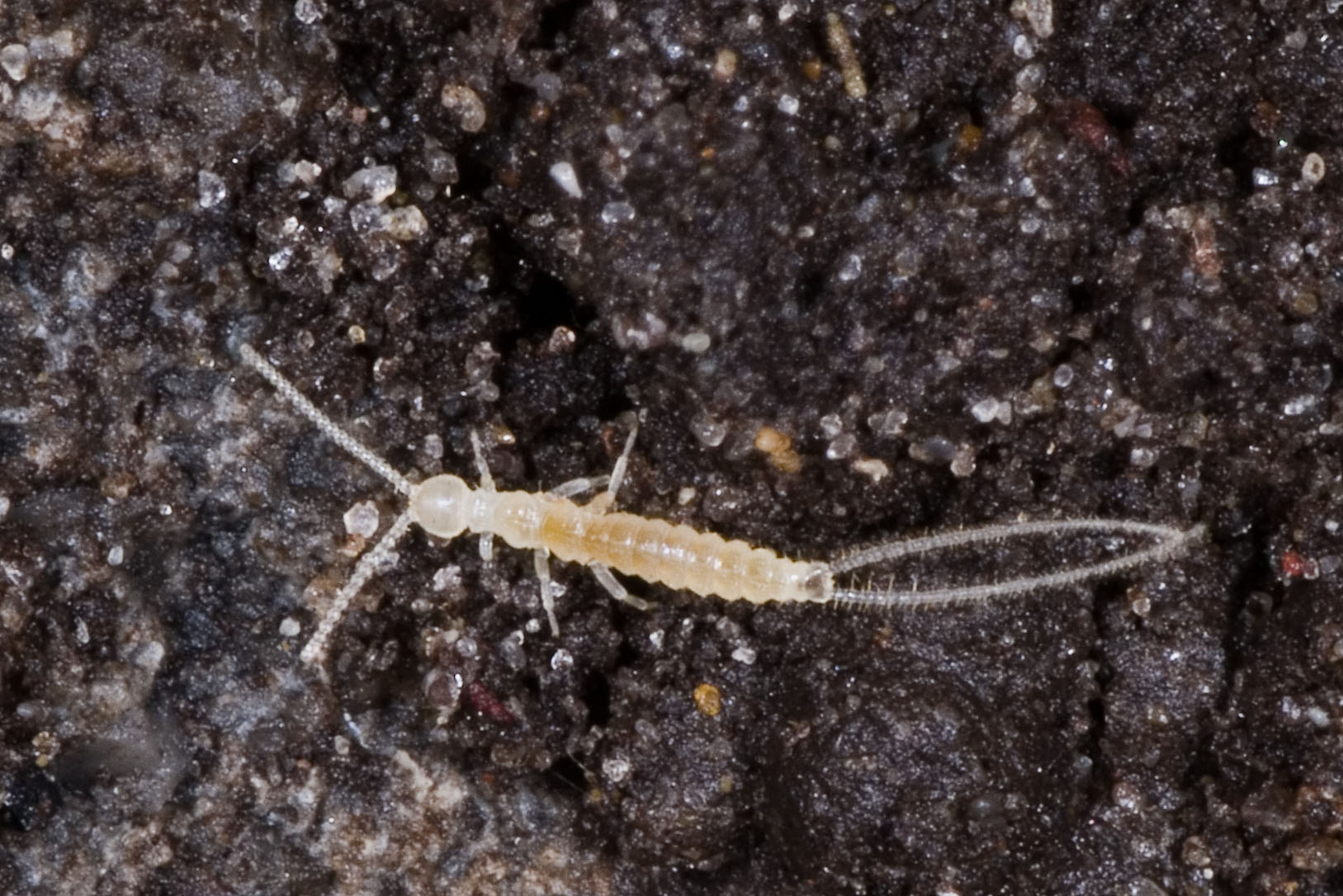
Larvborstsvans av arten Campodea staphylinus